# Cereus saddianus
Cereus saddianus ist eine Pflanzenart in der Gattung Cereus aus der Familie der Kakteengewächse (Cactaceae). Das Artepitheton saddianus ehrt den brasilianischen Botaniker Nagib Saddi von der Universidade Federal de Mato Grosso.

## Beschreibung
Cereus saddianus wächst baumförmig und erreicht Wuchshöhen von 2 bis 6 Meter. Es wird ein auffälliger Stamm ausgebildet. Die aufrechten, zylindrischen, graugrünen Triebe weisen Durchmesser von bis zu 6,5 Zentimeter auf. Es sind acht bis neun gewellte Rippen vorhanden, die bis zu 1,5 Zentimeter hoch sind. Die darauf befindlichen Areolen stehen 1,7 bis 2 Zentimeter auseinander und tragen weiße Wolle. Die nadeligen, spitzen Dornen sind hellgelb und besitzen eine dunklere Basis. Der einzelne Mitteldorn ist 1,3 bis 2,5 Zentimeter lang. Die fünf bis sieben abwärts gerichteten Randdornen werden 5 bis 12 Millimeter lang.
Die weißen Blüten sind 7,5 bis 8 Zentimeter lang und weisen Durchmesser von bis zu 4 Zentimeter auf. Die ellipsoiden Früchte erreichen Längen von 4,5 bis 5,5 Zentimeter mit Durchmessern von 2 bis 4 Zentimeter. Ihr Fruchtfleisch ist etwas rosafarben.

## Verbreitung, Systematik und Gefährdung
Cereus saddianus ist im brasilianischen Bundesstaat Mato Grosso verbreitet.
Die Erstbeschreibung als Monvillea saddiana wurde 1985 von Carlos Toledo Rizzini und Armando de Mattos veröffentlicht. Pierre Josef Braun stellte sie 1988 in die Gattung Cereus.
In der Roten Liste gefährdeter Arten der IUCN wird die Art als „Critically Endangered (CR)“, d. h. als vom Aussterben bedroht geführt.

## Nachweise